# Partido Socialdemócrata Obrero Estonio
El Partido Socialdemócrata Obrero Estonio (en estonio: Eesti Sotsiaaldemokraatiline Tööliste Partei, ESDTP) fue un partido político en Estonia entre 1917 y 1925. El partido, fundado en las plataformas del patriotismo, la independencia de Estonia y la justicia social, escribió la primera constitución de Estonia.

## Historia
La socialdemocracia en Estonia nació a principios del siglo XX. La socialdemocracia estonia estuvo influenciada por las ideas de la socialdemocracia de Europa occidental, así como por los ideales rusos. Durante la revolución rusa de 1905, las ideas socialdemócratas se difundieron y los socialdemócratas estonios formaron su partido en Tartu en el verano de 1905 .
En este momento, el partido fue nombrado la Unidad de los Obreros Socialdemócratas Estonios (en estonio: Eesti Sotsiaaldemokraatlik Tööliste Ühendus). Los socialdemócratas fueron el partido más perseguido durante la era zarista. Sus periódicos fueron cerrados, sus políticos se vieron obligados a emigrar (Peeter Speek y Mihkel Martna) o ocultarse (August Rei). En 1917, cuando se permitieron nuevamente los partidos, los socialdemócratas formaron la Asociación Socialdemócrata Estonia (en estonio: Eesti Sotsiaaldemokraatlik Ühendus). Sus puntos de vista eran patrióticos y lucharon por la independencia de Estonia y la justicia social. 
En 1919, cambiaron su nombre a Partido Socialdemócrata Obrero Estonio (en estonio: Eesti Sotsiaaldemokraatiline Tööliste Partei) y ganó las elecciones a la Asamblea Constituyente con 41 de los 120 escaños. En las primeras elecciones parlamentarias del año siguiente, el partido descendió al tercer lugar, antes de emerger como el segundo partido más grande en las elecciones de 1923.
En 1925, el partido se fusionó con el Partido Socialista Obrero Independiente Estonio para formar el Partido Socialista Obrero Estonio.
En 1990, la Asociación Extranjera del Partido Socialista Estonio se fusionó con el recién formado Partido Socialdemócrata Estonio.

## Ideología
En los primeros años hubo fuertes disputas políticas dentro del partido sobre su rumbo ideológico. Una parte más pequeña y radical del partido estaba cerca de los ideales comunistas, aunque rechazaba el gobierno bolchevique como el de la Rusia soviética. La mayoría, sin embargo, defendía objetivos socialdemócratas. No fue hasta mediados de la década de 1920 que la mayoría socialdemócrata prevaleció, con el fallido intento de golpe de Estado comunista del 1 de diciembre de 1924.
Su programa propugnaba mejoras en la vida cotidiana, como combatir el desempleo, reducir el coste de vida, bajar los impuestos y crear un sistema de seguridad social justo. Esto incluyó la creación de un seguro de salud gratuito para los sectores más pobres de la sociedad. También pidió la escolarización obligatoria para todos los jóvenes hasta los 16 años. 
El electorado del ESDTP estaba compuesto principalmente por trabajadores industriales urbanos, pequeños agricultores más pobres y sectores de la pequeña burguesía.

## Resultados electorales
Los resultados electorales antes de su disolución fueron los siguientes:
| Elección | Votos   | %     | Escaños | +/–   | Posición |
| -------- | ------- | ----- | ------- | ----- | -------- |
| 1919     | 152.341 | 33,27 | 41/120  | Nuevo | 1.º      |
| 1920     | 80.211  | 17,02 | 18/100  | 23    | 3.º      |
| 1923     | 64.297  | 13,98 | 15/100  | 3     | 2.º      |